# Nodi gros
El nodi groso nodi comú (Anous stolidus) és un ocell marí de la família dels làrids (Laridae), d'hàbits pelàgics, que habita les zones tropicals i subtropicals dels oceans Pacífic, Atlàntic i Índic.